# Torino-Genova
La Torino-Genova era una corsa in linea maschile di ciclismo su strada, svolta nell'agosto 1920 in Italia, da Torino a Genova. 

## Albo d'oro
Aggiornato all'edizione 1920. 
| Anno | Vincitore           | Secondo       | Terzo        |
| ---- | ------------------- | ------------- | ------------ |
| 1920 | Costante Girardengo | Emilio Petiva | Lauro Bordin |